# 서울가곡초등학교
서울가곡초등학교는 대한민국 서울특별시 강서구에 위치한 공립 초등학교이다.

## 학교 연혁
- 1993년 4월 13일: 개교식 (서울가곡국민학교)
- 1994년 2월 18일: 제 1회 졸업식 (232명 졸업)
- 1996년 3월 1일: 서울가곡초등학교로 교명 개칭
- 2005년 12월 21일: 서울교육시책 우수 학교표창
- 2007년 1월 5일: 교육활동우수학교 표창
- 2007년 7월 5일: 복합화 시설 준공 (체육관, 멀티미디어실, 컴퓨터실 4개 교실)
- 2007년 8월 30일: 과학실 현대화 준공
- 2007년 10월 24일: 가곡문화 개관 예술제
- 2009년 2월 9일: 2009학년도초등방과후학교영어거점선도학교 선정
- 2012년 3월 2일: 서울특별시교육청지정 에너지교육 정책연구학교 추진
- 2013년 10월 22일: 서울특별시교육청지정 에너지교육 정책연구학교 2/2차년도 운영 보고회
- 2013년 11월 16일: 전국 초등학생 환경과학 독후감 공모대회 문화체육관광부장관 학교 표창
- 2013년 12월 18일: 서울시 2013년에너지 수호천사단우수학교표창
- 2014년 2월 28일: 2014학년도 학교평가우수학교 선정 (영역: 학교운영및지원)
- 2014년 3월 1일: 돌봄교실 설치
- 2015년 8월 9일: 도서실 리모델링
- 2016년 12월 18일: 에너지수호천사단 우수교선정 (서울특별시)
- 2016년 12월 31일: 교육활동우수교선정 (서울시강서교육지원청)
- 2017년 9월 21일: 교사 내부 (교실, 복도) 페인트 도장공사
- 2017년 12월 14일: 에너지수호천사단 우수교선정 (연속 2회, 서울특별시)
- 2017년 12월 28일: 교육활동우수교선정 (연속 2회, 서울시강서교육지원청)
- 2018년 12월 8일: 에너지수호천사단 우수교선정 (연속 3회, 서울특별시)
- 2018년 12월 27일: 교육활동우수교선정 (연속 3회, 서울시강서교육지원청)
- 2019년 12월 5일: 에너지수호천사단 우수교선정 (연속 4회, 서울특별시)
- 2019년 12월 9일: 학교폭력 예방 및 근절 우수학교 교육감 표창 (서울특별시 교육청)
- 2019년 12월 24일: 교실 증축 (일반실6, 특별실2), 급식실 및 과학실 준공
- 2019년 12월 27일: 교육활동우수교선정 (연속 4회, 서울시강서교육지원청)

## 참고 자료
- 서울가곡초등학교 - 한국교육학술정보원 학교알리미